# 웨슬리 베리

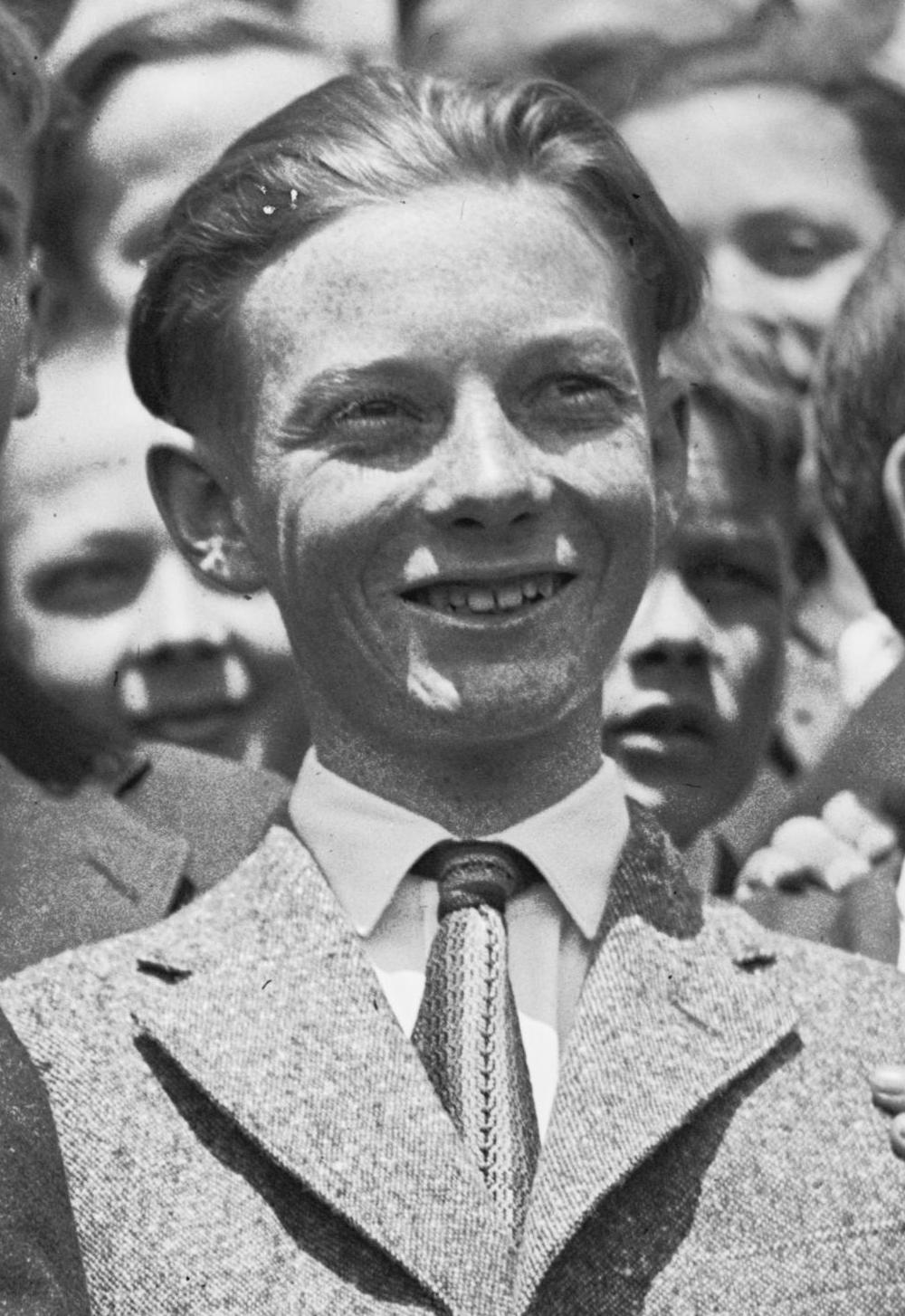

웨슬리 베리(Wesley Barry, 1907년 8월 10일 ~ 1994년 4월 11일)는 미국의 배우, 영화 감독, 영화 프로듀서이다.
로스앤젤레스에서 태어났으며 프레즈노에서 사망하였다.

## 영화
- 휴머노이드의 창조 (1962년)
- 프라우 앤 더 스타 (1936년)
- 키다리 아저씨 (1919년)
- 써니브룩 농장의 레베카 (1917년)